# کایوسا د سگورا
کایوسا دِ سِگورا (به اسپانیایی: Callosa de Segura) دهستانی در استان آلیکانتهٔ اسپانیا است.
در این دهستان ۱۷٬۷۴۳ نفر زندگی می‌کنند. مساحت این دهستان ۲۴٫۶۸ کیلومتر مربع است.